# Poddąbrowa
Poddąbrowa – wieś w Polsce, położona w województwie lubelskim, w powiecie zamojskim, w gminie Miączyn. 
W latach 1975–1998 wieś administracyjnie należała do województwa zamojskiego.
Wieś jest sołectwem w gminie Miączyn. Według Narodowego Spisu Powszechnego z roku 2011 wieś liczyła 211 mieszkańców.
Wierni Kościoła rzymskokatolickiego należą do parafii Niepokalanego Poczęcia Najświętszej Maryi Panny w Dubie.

## Części wsi
| SIMC    | Nazwa      | Rodzaj    |
| ------- | ---------- | --------- |
| 0894813 | Białowody  | część wsi |
| 0894820 | Michałówka | część wsi |

## Historia
Wieś jako samodzielna jednostka administracyjna powstała po II Wojnie Światowej na terenie nieistniejącego dziś folwarku Michałówka notowanego w roku 1812, wspomnianego także przez notkę słownika geograficznego Królestwa Polskiego z roku 1885. Michałówka stanowi dziś część wsi Poddąbrowa.